# Saint-Amand-de-Coly
Saint-Amand-de-Coly là một xã của Pháp, nằm ở tỉnh Dordogne trong vùng Aquitaine của Pháp.

## Hành chính
| Danh sách các xã trưởng                |             |                |      |          |
| Giai đoạn                              | Giai đoạn   | Tên            | Đảng | Tư cách  |
| 1983                                   | đương nhiệm | Claude Vilatte | DVG  | retraité |
| Tất cả các dữ liệu trước đây không rõ. |             |                |      |          |

## Thông tin nhân khẩu
| Năm    | 1962 | 1968 | 1975 | 1982 | 1990 | 1999 | 2004 |
| ------ | ---- | ---- | ---- | ---- | ---- | ---- | ---- |
| Dân số | 354  | 322  | 308  | 301  | 312  | 356  | 372  |